# Satre
Satre o Satres va ser, segons la mitologia etrusca, un déu aterridor i perillós que llançava llamps des de les profunditats de l'inframon on vivia.
Normalment s'assimila Satre amb el déu romà Saturn, i no se sap si el seu nom deriva de Saturn o Saturn deriva de Satre. El seu nom es troba a l'anomenat Harúspex de Piacenza, una taula de bronze que usaven els harúspexs per fer endevinacions o interpretar auguris. No es coneix cap imatge d'aquest déu en les representacions etrusques conservades.